# ナッコルズ郡 (ネブラスカ州)
座標: 北緯40度18分 西経98度05分 / 北緯40.300度 西経98.083度
ナッコルズ郡（英: Nuckolls County）は、アメリカ合衆国のネブラスカ州にある郡。2000年時点での人口は5,057人で、郡庁所在地はネルソン (Nelson)。
ネブラスカ州のナンバープレートで、ナッコルズ郡の車両は最初の数字が42になっている。これは1922年にナンバープレートの制度を確立した際、ナッコルズ郡の車両登録台数が州内の郡のなかで42番目に多かったからである。

## 歴史
ナッコルズ郡は1860年に組織され、この地域で暮らした早期の開拓者のステファン・F・ナッコルズにちなんで名づけられた。
ワイオミング州議会議員を8年間務めたトーマス・E・トロウブリッジはこの郡で生まれた。彼の父でワイオミング州下院議員を務めたエルトン・トロウブリッジも、少なくとも1930年から1935年の間、もしくはそれ以前からナッコルズ郡に住んでいた。

## 地理
アメリカ合衆国国勢調査局によると、この郡は総面積1,492 km2 (576 mi2) である。このうち1,490 km2 (575 mi2)が陸地で、2 km2 (1 mi2) が海や湖などの水面である。総面積のうち0.11%が水面となっている。

### 隣接する郡
- クレイ郡（北）
- フィルモア郡（北東）
- セイヤー郡（東）
- リパブリック郡 (カンザス州)（南東）
- ジュエル郡 (カンザス州)(Jewell County)（南西）
- ウェブスター郡（西）

## 人口動静

2000年の時点での郡の人口ピラミッド

2000年の国勢調査によると、ナッコルズ郡には5,057人、2,218世帯、及び1,443家族が暮らしている。人口密度は3/km2 (9/mi2) で、2/km2 (4/mi2) の平均的な密度に2,530軒の住居が建っている。この郡の人種の構成は白人98.91%、黒人（アフリカ系アメリカ人）0.02%、先住民0.06%、アジア系0.16%、太平洋諸島系はおらず、その他の人種0.53%、及び混血0.32%で、1.01%の人々がヒスパニックまたはラテン系である。
ナッコルズ郡に住む2,218世帯のうち、26.50%は18歳未満の子どもと暮らしており、58.80%は夫婦で生活している。4.60%は未婚の女性が世帯主であり、34.90%は家族以外の住人と同居している。32.30%は独居で、全世帯の18.00%は65歳以上の独居老人世帯である。1世帯あたりの平均人数は2.26人であり、家庭の場合は2.86人である。
郡の住民は23.40%が18歳未満の子どもで、18歳以上24歳以下が5.40%、25歳以上44歳以下が22.50%、45歳以上64歳以下が24.30%、および65歳以上が24.40%となっている。平均年齢は44歳である。女性100人に対して男性は92.50人いて、18歳以上の女性100人に対しては男性は91.90人いる。
郡の世帯ごとの平均収入は28,958米ドルで、家族ごとでは35,018米ドルである。男性の24,533米ドルに対して女性は17,806米ドルの平均的な収入がある。この郡の一人当たりの収入 (per capita income) は15,608米ドルである。総人口の11.20%、家族の6.50%は貧困線以下である。18歳未満の子どもの16.70%及び65歳以上の8.90%は貧困線以下の生活を送っている。

## 都市および村
- アンガス (en:Angus, Nebraska)
- ハーディ (en:Hardy, Nebraska)
- ローレンス (en:Lawrence, Nebraska)
- ネルソン (en:Nelson, Nebraska)
- ノラ (en:Nora, Nebraska)
- オーク (en:Oak, Nebraska)
- ラスキン (en:Ruskin, Nebraska)
- スペリオル (en:Superior, Nebraska)